# Eld
Eld er det tredje album fra black metal-bandet Enslaved der blev udgivet i 1997 gennem 	Osmose Productions.

## Numre
1. "793 (Slaget om Lindisfarne)" – 16:10
2. "Hordalendigen" (Hordalændingen) – 5:19
3. "Alfablot" (Elverofring)– 6:33
4. "Kvasirs Blod" – 7:51
5. "For Lenge Siden" – 8:08
6. "Glemt" – 8:04
7. "Eld" (Ild)– 6:36

## Musikere
- Ivar Bjørnson – Guitar, keyboard
- Grutle Kjellson – Bas, vokal
- Harald Helgeson – Trommer